# Alpaida albocincta
Alpaida albocincta là một loài nhện trong họ Araneidae.
Loài này thuộc chi Alpaida. Alpaida albocincta được Cândido Firmino de Mello-Leitão miêu tả năm 1945.